# Armand Gaétan Razafindratandra
Armand Gaétan Razafindratandra (Ambohimalaza, 7 de agosto de 1925 – Mahajanga, 9 de janeiro de 2010) foi um cardeal arcebispo católico de Madagascar.
Papa Paulo VI nomeou-o Bispo de Mahajanga em 1978. Foi ordenado bispo em 2 de julho de 1978 pelo Arcebispo de Tananarive, Cardeal Victor Razafimahatratra SJ; Os co-consagradores foram Albert Joseph Tsiahoana, Arcebispo de Diégo-Suarez, e Francesco Vòllaro, OSsT, Bispo de Ambatondrazaka. Nos anos seguintes desempenhou o seu ministério pastoral com grande empenho pessoal: visitou pessoalmente as paróquias da sua diocese e muitas vezes teve de caminhar para o fazer. Muitas das congregações receberam uma visita episcopal pela primeira vez. Ele esteve fortemente envolvido em questões de política educacional e, assim, deu uma contribuição significativa para o processo de democratização em seu país de origem.
O Papa João Paulo II o nomeou arcebispo de Antananarivo em 3 de fevereiro de 1994 e o recebeu em 26 de novembro do mesmo ano como cardeal sacerdote com a igreja titular de Santi Silvestro e Martino ai Monti no Colégio dos Cardeais.
De 1997 a 2000 chefiou a Conferência Episcopal de seu país natal. Foi membro da Congregação para a Evangelização dos Povos.
Ele participou do conclave de 2005 em que Bento XVI foi eleito, e foi um dos cardeais mais velhos com direito a voto. Depois de já ter completado 80 anos, Bento XVI acatou sua renúncia relacionada à idade em 7 de dezembro de 2005.
Armand Gaétan Razafindratandra foi considerado um dos pais da democracia malgaxe.